# XXXLutz
 (février 2021).
Si vous disposez d'ouvrages ou d'articles de référence ou si vous connaissez des sites web de qualité traitant du thème abordé ici, merci de compléter l'article en donnant les références utiles à sa vérifiabilité et en les liant à la section « Notes et références ».
XXXLutz est une chaîne autrichienne de magasins de meubles, qui détient en France les enseignesBut et Conforama via sa filiale Mobilux.

## Histoire

### Filiale deLutzàViennevers 1995
L’entreprise est fondée en 1945 par Richard Seifert et sa femme Gertrud(e) née Lutz, à Haag am Hausruck dans le Hausruckviertel en Haute-Autriche.
Au fil des ans l’entreprise de production et de distribution pour l’artisanat devient un distributeur de meubles en constante croissance. En 1973, l’entreprise, appelée Lutz jusqu’en 1999, commence son expansion. Au cours des dernières décennies, six nouvelles maisons de meubles ouvrent en moyenne chaque année.
Depuis 2003, XXXLutz est le plus grand distributeur de meubles d’Autriche quant au chiffre d’affaires et à la surface de vente. L’entreprise employant 8 000 personnes et un chiffre d’affaires de 1,25 milliard d’euros (le volume des ventes du marché autrichien total de l’ameublement était d’environ 4 milliards d’euros cette année), et dans le top 500 d’Europe de GrowthPlus, le groupe se situait parmi les 20 entreprises à croissance rapide en Europe.
En 2005, de nombreuses nouvelles ouvertures et acquisitions ou participations ont fait de l’entreprise, selon ses propres dires, le deuxième plus grand distributeur de meubles au monde.
En 2010, la société a ouvert le premier site à Malmö, en Suède, le pays d’origine du concurrent Ikea.
Pour la première fois dans son histoire, l’entreprise a fermé un site à Munich le 7 octobre 2013.
En février 2016, la caserne Hiller de Linz-Ebelsberga été vendue à une fondation privée du groupe XXXLutz pour 41 millions d’euros. 1 000 logements devraient être construits sur le site.
Le 3 avril 2018, la première filiale XXXLutz en Suisse a été officiellement inaugurée à Rothrist. En 2019, le groupe Pfister a été repris. En novembre 2019, on a appris que le groupe XXXLutz reprend six filiales Interioen Suisse et les convertit en magasins Mömax.

## Structure de l’entreprise
XXXLutz à la Theresienhöhe à Munich
Depuis 2009, le siège opérationnel du groupe Lutz est XXXLutz KGdont le siège est à Wels, qui est entre les mains de deux fondations privées (également par l’intermédiaire de la société complémentaire XXXLutz Verwaltungs GmbH). L’ensemble du groupe international porte aujourd’hui le nom de XXXLutz Group ou XXXL Group.

### Marques et parties de l’entreprise
En 2017, le groupe exploite les marques XXXLutz, Mömax, Möbelix, XXXL Neubert, XXXL Hiendl, XXXL Pallen, XXXL Arrière, XXXL Emslander, XXXL Bierstorfer, XXXL Mann Mobilia, XXXL Sparkauf, XXXL Gamerdinger, XXXL Gamma, XXXL Lesnina et Aleksandro Maisons de meubles en Autriche, Allemagne, République tchèque, Hongrie, Suède, Slovaquie, Slovénie, Croatie, Bulgarie, Serbie et suisse. 
Logo de la marque Mömax, appartenant à XXXLutz
Logo de la marque möbelix, appartenant à XXXLutz
Le groupe Lutz comprend entre autres les maisons de meubles Mann Mobilia et les meubles discount Mömax et Möbelix. En 2000, la maison d’ameublement Neubert, avec ses filiales à Würzburg (composée depuis plus de 140 anset nouvellement créée en tant que neubert de meubles dans le quartier de Heidingsfeld après la Seconde Guerre mondiale] et Hirschaid, 2005 le Karstadt-Möbelhaus à Munich et en juin 2007 les maisons de meubles Hiendlavec le siège à Passau, qui disposaient de sept autres maisons dans le sud de l’Allemagne. D’autres entreprises (propriété ou parts) sont ou étaient Meubles Engelhardt, Meubles Krügel, domaine (2005-2007), Meubles Bierstorfer, Emslander à Landshut (2008), Meubles d’Europe. En 2017, la filiale de Bopfingen ouvrira ses portes dans les anciens meubles Mahler. En 2008, le groupe a repris deux meubles discount Sconto en Hongrie. En 2010, la chaîne de meubles Lesnina, active dans le sud-est de l’Europe, a été reprise.
Depuis 2008, la chaîne allemande de meubles Poco appartenait pour moitié à XXXLutz. En 2017, XXXLutz a repris la société Möbel Buhl à Fulda. En avril 2018, la participation de 50% du groupe commercial Steinhoff a été acquise pour 266 millions d’euros. Les 123 maisons d’ameublement, qui emploient près de 8 000 personnes, réalisent un chiffre d’affaires total de 1,6 milliard d’euros.

### Distribution
Le groupe commercialise principalement ses produits par le biais du commerce stationnaire. Elle exploite actuellement un total de 248 magasins d’ameublement axés sur l’Autriche. L’entrepôt central se trouve à Sattledt. 
| Voie de vente                        | Type de commerce                                  | AT | DE | CH | CZ | HU | SE | SK | SI | HR |
| ------------------------------------ | ------------------------------------------------- | -- | -- | -- | -- | -- | -- | -- | -- | -- |
| XXXLUTZ                              | Maison d’ameublement (gamme complète)             | 46 | 45 | 1  | 3  | 2  | 1  | -  | -  | –  |
| Mömax                                | Maison d’ameublement (ligne de vente moins chère) | 10 | 33 | -  | -  | 9  | -  | -  | 4  | –  |
| Möbelix                              | Meubles discount                                  | 48 | -  | -  | 6  | 7  | -  | 5  | -  | –  |
| XXXL Bierstorfer                     | Maison d’ameublement (gamme complète)             | -  | 1  | -  | -  | -  | -  | -  | -  | –  |
| XXXL Dodenhof                        | Maison d’ameublement (gamme complète)             | -  | 2  | -  | -  | -  | -  | -  | -  | –  |
| XXXL Homme Mobilia                   | Maison d’ameublement (gamme complète)             | -  | 7  | -  | -  | -  | -  | -  | -  | –  |
| XXXL Gamerdinger                     | Maison d’ameublement (gamme complète)             | -  | 1  | -  | -  | -  | -  | -  | -  | –  |
| XXXL Hiendl                          | Maison d’ameublement (gamme complète)             | -  | 3  | -  | -  | -  | -  | -  | –  | –  |
| XXXL Kröger                          | Maison d’ameublement (gamme complète)             | -  | 1  | -  | -  | -  | -  | -  | -  | –  |
| XXXL Retour                          | Maison d’ameublement (gamme complète)             | -  | 3  | -  | -  | -  | -  | -  | -  | –  |
| XXXLutz Sonneborn                    | Maison d’ameublement (gamme complète)             | -  | 2  | -  | -  | -  | -  | -  | -  | –  |
| XXXL Zimmermann / Express Zimmermann | Maison d’ameublement (gamme complète)             | -  | 2  | -  | -  | -  | -  | -  | -  | –  |
| XXXL Lesnina                         | Maison d’ameublement (gamme complète)             | -  | -  | -  | -  | -  | -  | -  | 10 | 9  |
| XXXL Neubert                         | Maison d’ameublement (gamme complète)             | -  | 3  | -  | -  | -  | -  | -  | -  | –  |
| Bono                                 | Meubles discount de XXXL Neubert                  | -  | 2  | -  | -  | -  | -  | -  | -  | –  |
| Hin & Avec                           | Marché de l’emport de meubles XXXL Neubert        | -  | 2  | -  | -  | -  | -  | -  | -  | –  |
| Ambiente                             | Surfaces de vente de marques haut de gamme        | 9  | -  | -  | -  | -  | -  | -  | -  | –  |

## Nombre d’entreprises et concurrence
Selon ses propres déclarations publicitaires, le groupe est l’un des plus grands distributeurs de meubles au monde et a réalisé un chiffre d’affaires de 4,4 milliards d’euros.
Les principaux concurrents en Autriche sont le groupe Kika-Leiner (Kika, Leiner) et Ikea.

## Politique du personnel
Personnel du groupe XXXLutz 1977-2009
Le groupe d’entreprises employa environ 15 500 personnes au milieu de l’année 2006. Cette somme, qui, selon les données des entreprises, est passée à 16 000 personnes au cours de l’année, représente une augmentation de 3,32% par rapport à l’année précédente. Au milieu de l’année 2009, le nombre d’employés s’élevait à 16.500 et celui des apprentis à 1.800.Fin 2017, le groupe employait 21 500 personnes, dont 1.900 apprentis.

## Critique
En Allemagne, XXXLutz fait l’objet de vives critiques en ce qui concerne la politique d’entreprise par des représentants d’intérêts des travailleurs, par exemple par le syndicat Verdi. En principe, il est critiqué que le réseau d’entreprises se compose d’un réseau de sociétés dans lequel, d’une part, le personnel est externalisé et, d’autre part, les bénéfices sont centralisés.
Il s’agit en détail de l’obstruction des comités d’entreprisedu dépassement du temps de travail et de l’intimidation des employés. Il y a également eu une plainte d’une stagiaire qui a été résiliée par le droit des personnes gravement handicapées en dépit d’une protection spéciale contre le licenciement. Toutefois, l’arrêt de la 1re instance contre XXXLutz n’est pas devenu définitif. Il n’y a pas eu de décision de la part d’un tribunal supérieur.

### Affaire Munich
Après la fermeture du site en octobre 2013 à Munich, les 160 employés ont été immédiatement libérés, la vente finale d’expulsion jusqu’au 30 novembre 2013 a été effectuée avec des collaborateurs d’autres filiales.
Jusqu’en août 2014, aucun plan social n’a été convenu et aucune indemnité de licenciement n’a été versée aux personnes licenciées. En vertu du droit du groupe, la société mère serait dans l’obligation de le faire, mais la société à responsabilité limitée, dont les sociétés de personnel sont assujetties à des filiales individuelles, conteste ces obligations. Le chef de l’organe de conciliation n’a proposé que 2,5 millions d’euros à titre de montant de référence, mais a ensuite lui-même voté contre sa propre proposition, après que les représentants de l’employeur eurent proposé un montant nettement inférieur.

### Affaire Mannheim
Le 1er février 2016, 99 employés travaillant dans l’entrepôt central de XXXL Mann Mobilia à Mannheim-Vogelstang se sont vu refuser l’accès au travail par les forces de sécurité. Les travailleurs ont reçu un document leur permettant d’être exemptés du travail.

### Fiscalité
XXXLutz a également fait l’objet de critiques en raison d’un modèle d’économie fiscale. Des licences ont été facturées aux différentes sociétés du groupe par XXXLutz Marken GmbH, dont le siège est situé à Malte, ce qui a entraîné le report de bénéfices de pays à taux plus élevés vers Malte, où les bénéfices auraient théoriquement été imposés à 35% de l’impôt sur les sociétés, mais seulement à 5% en raison de remboursements. En Autriche, l’impôt sur les sociétés était de 34% jusqu’à la réforme fiscale de 2004/2005, puis de 25%. En 2014, les Verts ont posé une question parlementaire au ministre des Finances, Hans Jörg Schelling, sur l’évasion fiscale pour l’Autriche à cause de la construction de XXXLutz par l’intermédiaire de la filiale maltaise. Le ministre n’a pas fourni d’informations à ce sujet et a invoqué l’obligation de confidentialité fiscale. Schelling a été directeur général de XXXLutz GmbH de 1992 à 2005 et au conseil de surveillance de 2005 à 2011.

### Spots publicitaires
En janvier 2018, une publicité de la chaîne de meubles Mömax a fait sensation, dans laquelle une fillette d’environ 12 ans raconte qu’elle avait des relations sexuelles avec son professeur. Cela a donné lieu à des critiques massives sur les réseaux sociaux et à des plaintes auprès du Conseil de la publicité. Les centres autrichiens de protection de l’enfance ont critiqué le fait que l’abus de mineurs et ses conséquences soient minimisés et présentés comme normaux ou non. « Les relations sexuelles entre les enseignants et les élèves sont un délit à déclaration, pas un coup de pub. »

## Marketing
Symbole publicitaire dans Brunn (2013)

### Assortiment
La gamme de base comprend environ 45 000 produits. En plus des meubles de toutes sortes et styles, l’entreprise distribue également des articles de maison, des rideaux, des articles de puériculture, des luminaires, des revêtements de sol, des tapis orientaux, des articles cadeaux, des articles ménagers et des accessoires de maison.
En plus des brochures thématiques et saisonnières, XXXLutz édite une fois par an un catalogue principal. L’édition 2005/2006 a été de 3,1 millions d’exemplaires.

### Politique des prix
Le groupe, avec ses différents rails et marques de distribution, propose des gammes spécifiques aux groupes cibles à des prix appropriés et tente ainsi de couvrir l’ensemble de la gamme de segments du commerce de meubles.

### Publicité
Le message de l’entreprise en Allemagne est : « Au XXXLutz, tout est XXXL » et en Autriche « Le XXXLutz, tout ce qu’il a ». Le slogan de la marque XXXL s’appliquera à l’architecture, aux sites, aux services, à la gamme ainsi qu’à la communication et aux actions.
Le concept publicitaire a fait de la marque XXXLutz la marque de commerce de meubles la plus connue d’Autriche. Selon une enquête de marché de Makam Market Research GmbH, représentative de l’Autriche, en 2003, à la question " S’il vous plaît, dites-moi quels magasins de meubles connaissez-vous , du moins nommément ? » 98 % XXXLutz et Kika, 96 % de Leiner et 94 % Ikea. 
Famille Putz (2019)
En Autriche, l’entreprise fait de la publicité depuis 1999 avec la famille Putz, qui s’est produite au début dans des publicités de style sitcom. Depuis le lancement de la campagne, le concept de la famille Putz et sa mise en œuvre sont polarisés.
En 2004, la chaise rouge (appelée fauteuil en Autriche) a été introduite sous le nom de logo publicitaire. Celui-ci a également donné à l’entreprise une entrée dans le livre Guinness des records en tant que plus grande chaise du monde.
Le groupe d’entreprises est géré par l’agence viennoise Demner, Merlicek & Bergmann. Ceux-ci ont reçu pour leur concept publicitaire en 2004 le prix d’État pour le marketing remis.

## Littérature
- Interview de Helmuth Götz, membre de la direction du groupe XXXL, dans: Süddeutsche Zeitung, 16 juillet 2010, page 54
- Katja Riedel: Sous la chaise rouge. In: Süddeutsche Zeitung, 24 et 25 avril 2010, p. 38

## Liens web
Commons: XXXLutz - collection d’images, de vidéos et de fichiers audio
- Site web de XXXLutz KG (Autriche)
- Site internet de toutes les maisons de meubles XXXL Allemagne
- Tobias Lill: Accusations contre la maison de meubles XXXLutz: 85.000 euros pour une conseillère d’entreprise. Spiegel Online Economie, 20. Décembre 2010.

## Pièces de preuve
1. ↑ Des faits. Dans: xxxlshop.de. Archivé par l’original le 7 août 2017; a appelé le 7 août 2017.
2. ↑ Hochspringen nach:a b XXXLutz. xxxlgroup.com, appelée le 2 juin 2017.
3. ↑ XXXL Histoire
4. ↑ Hochspringen nach:a b c La brochure XXXLutz Image 2017 (PDF) consultée le 6 août 2018 (PDF)
5. Les ventes et la surface de vente sont boerse-express.com
6. ↑ XXXLutz parmi les 20 entreprises à croissance rapide d’Europe. pressetext.at
7. ↑ Gilth Serano: XXXLutz: Désormais le deuxième plus grand détaillant de meubles au monde.
8. ↑  In: . 26 octobre 2010, Economie, P.15  (Archive d’articles).
9. ↑ XXXLutz sur la Theresienhöhe fait à : Münchner Mercure-Online du 7 octobre 2013
10. ↑ orf.at - Le groupe XXXLutz achète la caserne Hiller. Article du 11 février 2016, consulté le 11 février 2016.
11. ↑ « Le beau XXXLutz »: La maison de meubles est prête pour l’ouverture In: aargauerzeitung.ch,24 mars 2018, appelée le 25 mars 2018.
12. ↑  Dans: . (aargauerzeitung.ch [appelé le 20 août 2018]).
13. ↑ Vente à l’Autriche - le groupe XXXLutz reprend Meubles Pfister. In: srf.ch. 23 octobre 2019, rappelé le 23 octobre 2019.
14. ↑ Leo Eiholzer: La marque « Interio » disparaît: XXXLutz continue de se répandre après l’achat de meubles Pfister. Luzerner Zeitung,29 novembre 2019, appelé le 29 novembre 2019.
15. ↑ Hochspringen nach:a b XXXLutz KG. Creditreform/firmenabc.at
16. ↑ xxxlgroup.com
17. ↑ xxxlgroup.com : Brochure d’image (PDF)
18. ↑ Le monde du logement de Pallen. Dans: xxxlutz.de. Appel le 7 mai 2018.
19. ↑ Site Web.
20. ↑ Rolf-Ulrich Kunze: Würzburg 1945-2004. Reconstruction, grande ville moderne. In: Ulrich Wagner (ed.): Histoire de la ville de Würzburg. 4 volumes, volume I-III/2 (I: Des débuts jusqu’au déclenchement de la guerre des paysans. 2001,  (ISBN 3-8062-1465-4); II: De la guerre des paysans de 1525 jusqu’au passage au Royaume de Bavière 1814. 2004,  (ISBN 3-8062-1477-8); III/1-2: De la transition à la Bavière jusqu’au XXIe siècle. 2007,  (ISBN 978-3-8062-1478-9),Theiss, Stuttgart 2001-2007, volume III (2007), p. 318-346 et 1292-1295; ici: p. 340.
21. ↑ XXXlutz reprend les meubles Emslander. pressetext.at
22. ↑ Schwäbische Zeitung : XXXLutz ouvre ses portes à Bopfingen - Schwäbische. Dans: schwaebische.de. 19 juin 2017, appelé le 13 avril 2019.
23. ↑ Le groupe XXXLutz reprend Sconto Hongrie. Dans: moebelmarkt.de. 14 janvier 2008, consulté le 11 mai 2018.
24. ↑ XXXLutz prend les commandes de Lesnina. Dans: derstandard.at. 28 juillet 2010, appelé le 11 mai 2018.
25. ↑ XXXLutz s’occupe de Buhl. Dans: Lauterbacher Anzeiger. Appel le 2 décembre 2018.
26. ↑ XXXLutz : Steinhoff vend Poco,n-tv.de, le 25 avril 2018
27. xxxlutz.de les faitsconsultés le 21 décembre 2017
28. ↑ Sattledt
29. ↑ Hochspringen nach:a b XXXLutz Catalogue 2006/2007. pressetext.at
30. ↑ Hochspringen nach:a b c d e f g h i j xxxlutz.de succursales en Allemagne, appelée le 2 janvier 2019
31. ↑ moemax.de, appelée le 7 août 2017
32. ↑ moemax.hu
33. ↑ Ambiance. Dans: xxxlutz.at. Appel le 10 avril 2018.
34. ↑ Données et faits. (Memento du 24 septembre 2009 sur Internet Archive)XXXLutz
35. ↑ 530 nouveaux apprentis commencent leur formation. XXXLUTZ
36. ↑ XXXLutz recherche désormais 650 nouveaux apprentis pour 2018. Communiqué de presse. Dans: pressetext.com. 29 décembre 2017, appelé le 26 avril 2018.
37. ↑ plainte contre XXXLutz - rage extra-gros. Süddeutsche Zeitung
38. ↑ Accusations graves contre XXXLutz. diepresse.com, Allemagne.
39. ↑ Controverse : Les heures de travail et la pression des ventes XXL - Du mauvais travail dans la maison de meubles(Memento du 27 septembre 2009 sur Internet Archive) br-online
40. Les collaborateurs de Lutz ont exprimé leur colère : Mercure-Online de Munich du 12 octobre 2013
41. ↑ Télévision Rhin-Neckar
42. ↑ Andreas Schnauder: Lutz : Modèle d’économie d’impôt XXX. Dans: derstandard.at. 10 février 2014, appelé le 22 mai 2018.
43. ↑ diepresse.com: XXXLutz économise des impôts par le détour de Malte. Article du 11 février 2014, consulté le 11 février 2016.
44. ↑ Salzburger Nouvelles : Schelling silencieux au temps présent chez XXXLutz. Article du 25 novembre 2014, consulté le 11 février 2016.
45. ↑ Coursier: Économie d’impôts en tant que patron de meubles: Schelling muet. Article du 26 novembre 2014, consulté le 11 février 2016.
46. ↑ Critique massive de Mömax : « Cette publicité est un désastre » diepresse.com, appelée le 16 janvier 2018
47. ↑ xxxlutz.at: FAQ
48. ↑ Walter Huber : La famille Putz habite au XXXLutz. Archivé par l’original le 11 octobre 2004; Appel le 25 janvier 2013.
49. ↑ Hochspringen nach:a b Clemens Coudenhove: Humour dans XXXL. (PDF) Société autrichienne de marketing, avril 2005, archivé de l’original le 20 février 2009; Appel le 25 janvier 2013.
50. ↑ Industries Basics Commerce de meubles en Autriche 2005. pressetext.at
51. ↑ Industries Basics Commerce de meubles en Autriche 2004. pressetext.at
52. ↑ Judith Lechner:  Dans: . 17 avril 2007, ZDB-ID 126422-9 (Inquiétude dans la famille de la publicité: La grand-mère nettoie-t-elle la serviette ? (Memento du 16 juin 2012 sur Internet Archive)).

## Source
- (de) Cet article est partiellement ou en totalité issu de l’article de Wikipédia en allemand intitulé « XXXLutz » (voir la liste des auteurs).